# Estação Ferroviária de Mafra
A estação ferroviária de Mafra é uma interface da Linha do Oeste, situada no lugar de Mafra-Gare, na freguesia de Igreja Nova e Cheleiros do município nominal, no Distrito de Lisboa, em Portugal.

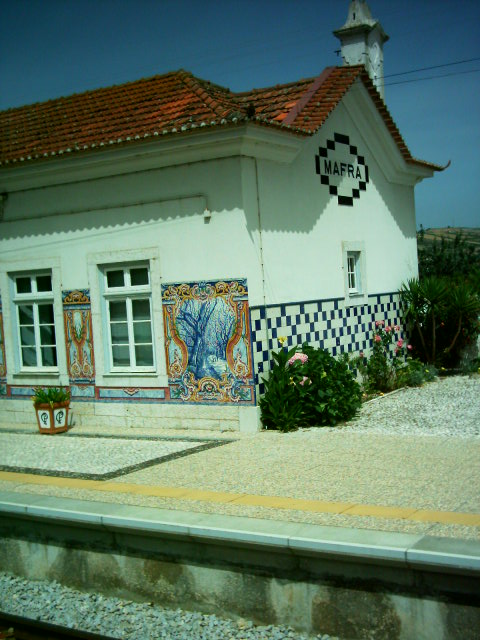
A estação de Mafra, vista do comboio em 2008.

## Descrição

### Localização e acessos
Encontra-se na localidade de Mafra-Gare, tendo acesso pelo Largo da Estação. As localidades mais próximas da estação são Lexim e Moinhos, distando a vila de Mafra mais de oito quilómetros. A estação é servida por paragens de camionagem na estrada próxima, a menos de um quarto de quilómetro mas em declive acentuado.

### Infraestrutura
Esta interface apresenta apenas duas vias de circulação (I e II), ambas com 272 m de extensão e cada uma acessível por plataforma de 150 m de comprimento e 90 cm de altura.
O edifício de passageiros situa-se do lado poente da via (lado esquerdo do sentido ascendente, para Figueira da Foz) e é revestido de azulejos, maioritariamente produzidos pela Fábrica de Loiça de Sacavém em 1934..

### Serviços
Em dados de 2023, esta interface é servida por comboios de passageiros da C.P. tipicamente com oito circulações diárias em cada sentido, entre Caldas da Rainha ou Coimbra-B ou Figueira da Foz e Lisboa - Santa Apolónia ou Mira Sintra - Meleças; estes serviços são maioritariamente de tipo regional, havendo uma circulação diária em cada sentido de tipo inter-regional (Lisboa-Caldas).

## História

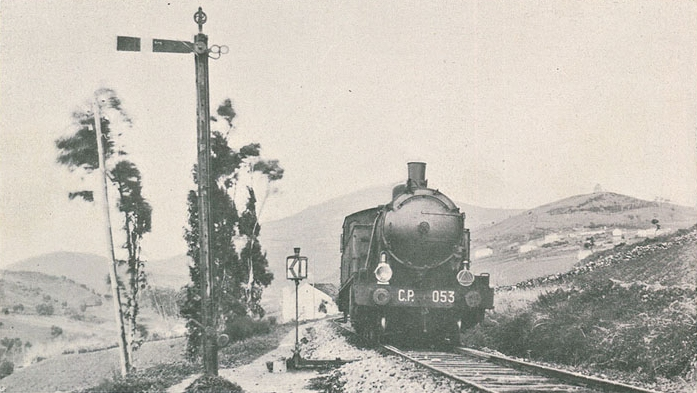
Locomotiva 053 descarrilada junto a Mafra, em 14 de Janeiro de 1914.

### Século XIX
Esta interface situa-se no troço entre Cacém e Torres Vedras, que foi aberto à exploração em 21 de Maio de 1887, pela Companhia Real dos Caminhos de Ferro Portugueses.

### Século XX
Em 1913, existiam carreiras de diligências ligando a estação à vila de Mafra e à Ericeira. Em 14 de Janeiro de 1914, a circulação foi interrompida junto à estação de Mafra, devido a um descarrilamento provocado por grevistas. No dia 23, reacendeu-se a greve, tendo sido novamente descarrilado um comboio em Mafra.
Em 1934, a Companhia dos Caminhos de Ferro Portugueses realizou obras de reparação parciais nesta estação.

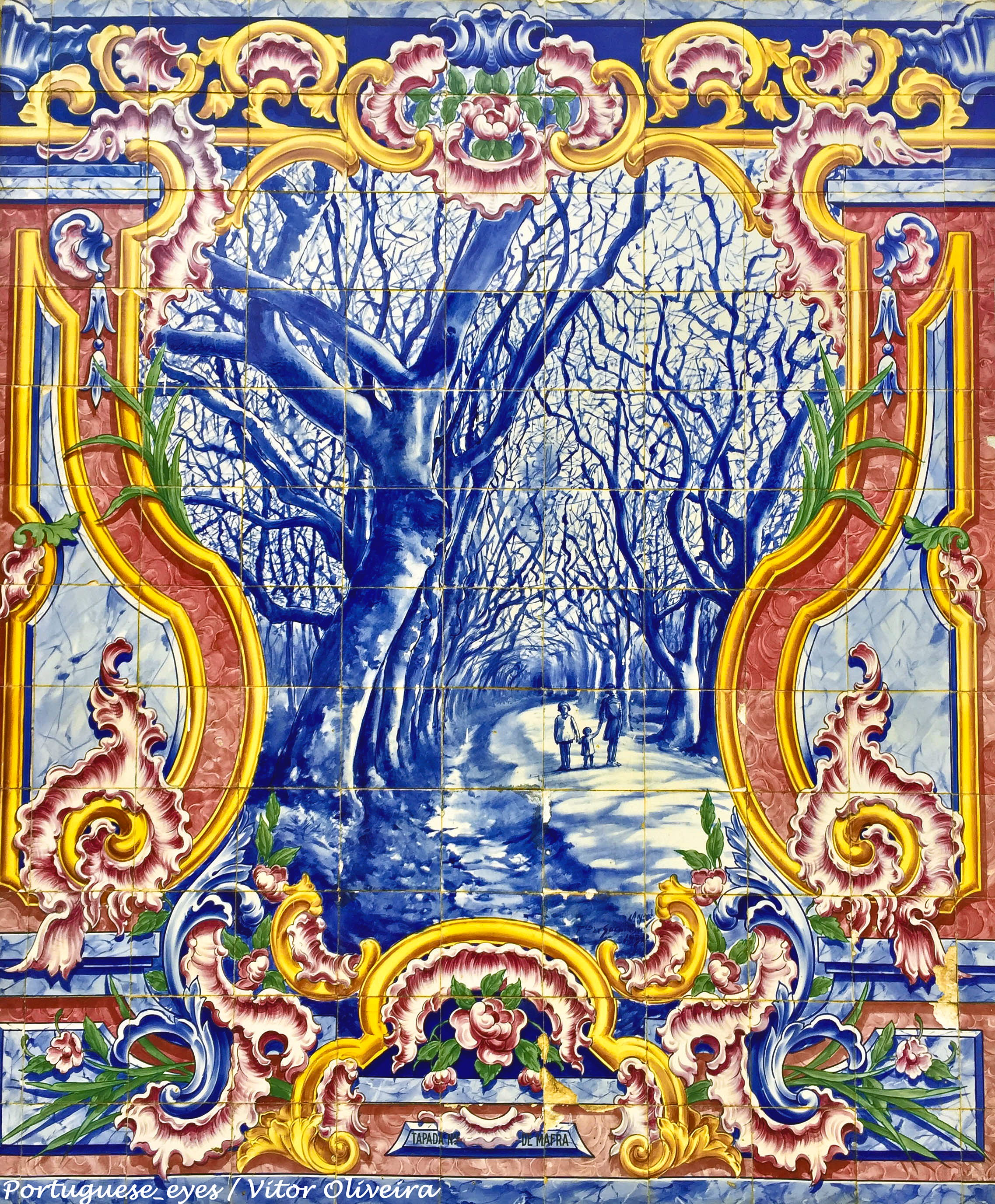
Azulejos alusivos à Tapada de Mafra, instalados em 1934.

Na década de 1930, surgiu a ideia de construir a Linha da Ericeira, uma ligação ferroviária a tracção eléctrica entre Lisboa (Carriche) e a Ericeira, passando por Loures e por Mafra. A concessão provisória deste projecto foi atribuída as autarquias de Loures e de Mafra, que, em 1932, já tinham concluído os estudos. Este caminho de ferro teria a mesma bitola (90 cm) do que os eléctricos de Lisboa.

A exemplo de casos semelhantes outrures no país, o isolamento da estação promoveu desde cedo serviços de “diligência” entre a estação e a distante localidade nominal, primeiro de tração animal, como dito, e mais tarde com recurso a autocarros — assim nasceu a Empresa de Viação Mafrense, que em 1959 inauguraria em Mafra a sua central de Camionagem (na atual Av. 25 de Abril) com instalações de apoio ao passageiro que incluíam bilheteira autorizada a revender bilhetes para a Linha do Oeste.

### Século XXI
Em Janeiro de 2011, apresentava duas vias de circulação, com 273 e 275 m de comprimento; as plataformas tinham 110 e 72 m de extensão, e 70 e 65 cm de altura — valores mais tarde alterados para os atuais.
Nos finais da década de 2010 foi finalmente aprovada a modernização e eletrificação da Linha do Oeste; no âmbito do projeto de 2018 para o troço a sul das Caldas da Rainha, a Estação da Mafra irá ser alvo de remodelação a nível das plataformas e respetivo equipamento, prevendo-se a instalação de um sistema ATV — sinalização para atravessamento de via seguro (ao PK 33+283); manter-se-á a passagem inferior da Estrada do Paço Belmonte (ao PK 33+384).

Documentação oficial publicada em finais de 2022 indicava já esta estação como tendo as vias de circulação eletrificadas em toda a sua extensão.